# Sherlock Holmes e il dottor Watson
Sherlock Holmes e il dottor Watson (Sherlock Holmes and Doctor Watson) è una serie televisiva statunitense e polacca in 24 episodi trasmessi per la prima volta nel corso di una sola stagione dal 1979 al 1980. Come consulente della serie venne chiamato lo scrittore Anthony Burgess, che fece da supervisore alla sceneggiatura di ogni episodio.
È una serie di genere giallo/poliziesco incentrata sulle vicende dell'investigatore Sherlock Holmes e del suo fedele assistente, il dottor Watson.

## Trama
La serie mostra i difficili e complicati misteri che il detective Sherlock Holmes con il suo genio e la sua astuzia dovrà risolvere,sempre accompagnato dal suo fedelissimo aiutante,il dottor John H. Watson.

## Personaggi e interpreti
- Sherlock Holmes (24 episodi, 1979-1980), interpretato da Geoffrey Whitehead.
- Dottor Watson (24 episodi, 1979-1980), interpretato da Donald Pickering.
- Ispettore Lestrade (18 episodi, 1979-1980), interpretato da Patrick Newell.

## Produzione
La serie fu prodotta da Sheldon Leonard Productions e Telewizja Polska e girata a Varsavia in Polonia Le musiche furono composte da Ervin Drake e Stanislas Syrewicz..

### Registi
Tra i registi sono accreditati:.
- Val Guest in 9 episodi (1979-1980)
- Roy Ward Baker in 5 episodi (1979-1980)
- Sheldon Reynolds in 4 episodi (1979-1980)
- Freddie Francis in 3 episodi (1979-1980)
- Peter Sasdy in 1 episodio (1979-1980)
- Roy Stevens in 1 episodio (1979-1980)
- Aurelio Crugnola in 1 episodio (1979-1980)

### Sceneggiatori
Tra gli sceneggiatori sono accreditati:
- Arthur Conan Doyle in 2 episodi (1979)
- Harold Jack Bloom
- Tudor Gates

Da notare che l'autore Anthony Burgess fu il consulente alla sceneggiatura (script consultant) in ogni episodio.

## Distribuzione
La serie fu trasmessa negli Stati Uniti dal 1979 al 1980 In Italia è stata trasmessa su RaiUno con il titolo Sherlock Holmes e il dottor Watson..
Alcune delle uscite internazionali sono state.
- negli Stati Uniti il 1979 (Sherlock Holmes and Doctor Watson)
- in Svezia il 7 settembre 1980 (Sherlock Holmes och doktor Watson)
- in Polonia su TVP
- in Germania Ovest (Sherlock Holmes und Dr. Watson)
- in Italia (Sherlock Holmes e il dottor Watson)

## Episodi
| Stagione               | Episodi | Prima TV USA |
| ---------------------- | ------- | ------------ |
| Prima e unica stagione | 24      | 1979-1980    |

## Distribuzione in Home Video
La serie è stata editata prima in VHS e poi in DVD dalla Hobby & Work col titolo Le nuove avventure di Sherlock Holmes, edizioni oramai introvabili. Mentre in tempi più recenti è stata rieditata in DVD dalla Ermitage Cinema col titolo Elementare, Watson!.